# نان سونغ
نان سونغ (21 يونيو 1997 بيانجي في الصين - ) هو لاعب كرة قدم صيني في مركز الوسط.

## وصلات خارجية
- نان سونغ على موقع دوري كوريا الجنوبية (الإنجليزية)
- نان سونغ على موقع قاعدة بيانات كرة القدم.إي يو (الإنجليزية)
- نان سونغ على موقع Soccerway.com (الإنجليزية)